# Ford LTD
Unter der Bezeichnung Ford LTD verkaufte der US-amerikanische Autokonzern Ford ab 1965 große Limousinen, Cabriolets und Coupés, die zumeist zu den Full-Size-Cars gehörten und im Regelfall die Spitzenpositionen in der Modellpalette der Marke Ford einnahmen. In erster Linie wurde die Bezeichnung LTD auf den nordamerikanischen Märkten verwendet; daneben gab es auch mehr oder weniger eigenständige LTD-Modelle der australischen und brasilianischen Ford-Töchter.
Der nordamerikanische Ford LTD war anfänglich eine bloße Ausstattungsvariante des Galaxie 500 und wurde erst 1967 zu einem eigenständigen Modell. Diese Autos hatten regelmäßig Schwestermodelle bei der Ford-Marke Mercury; außerdem waren sie zeitweise technisch auch mit einigen Lincoln-Fahrzeugen verwandt.
Vom Ford LTD ist der in den Modelljahren 1977 bis 1979 in Nordamerika verkaufte LTD II zu unterscheiden, der unterhalb des LTD positioniert war und in dieser Zeit die Marktposition des 1976 eingestellten Ford Torino übernahm.

## Modellentwicklung des nordamerikanischen Ford LTD

### 1965–1966: Ford Galaxie 500 LTD

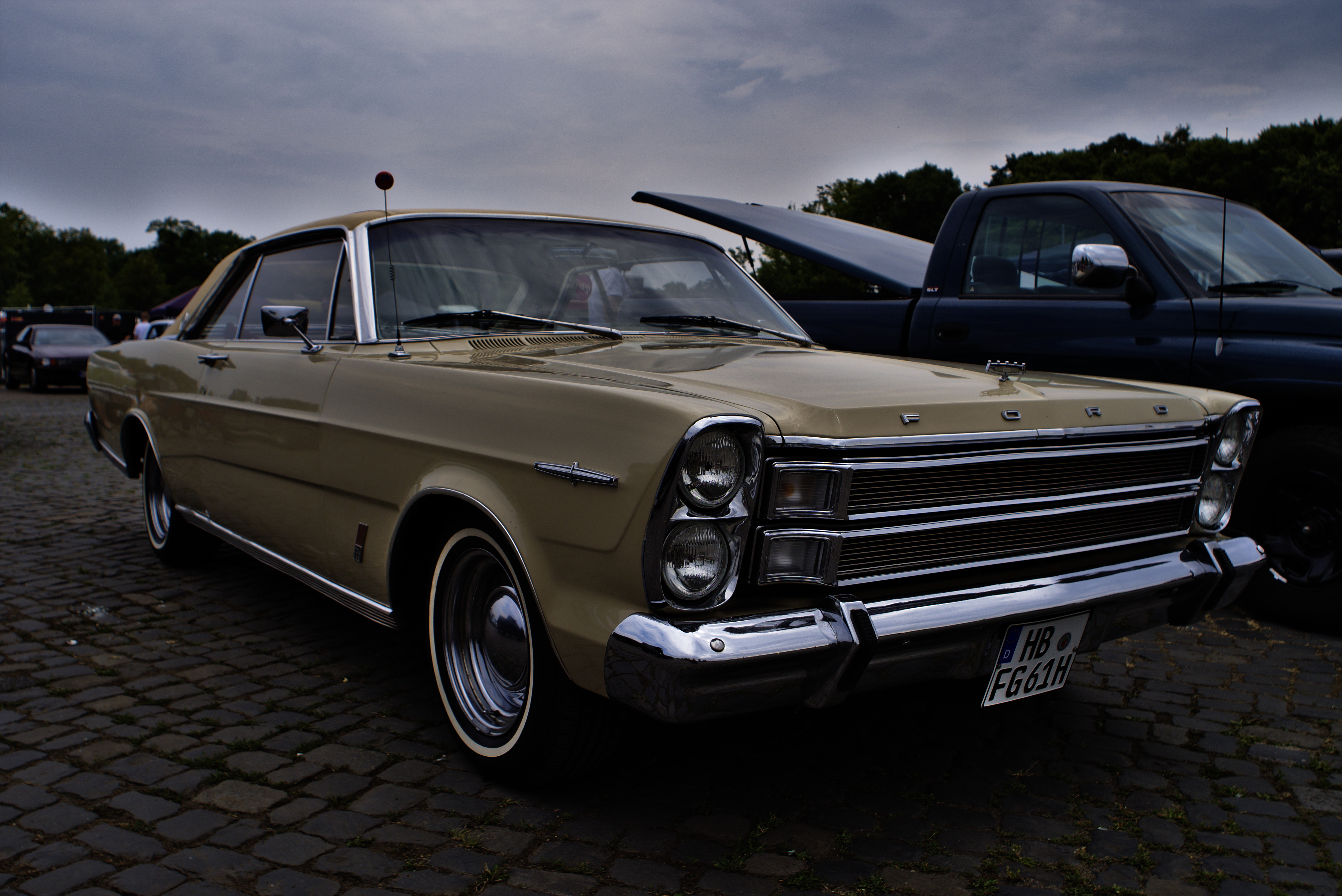
Ford Galaxie 500 LTD (1966)

Zum Modelljahr 1965 erschien die Bezeichnung LTD erstmals im Programm von Ford USA. In diesem und im folgenden Jahr war der LTD noch kein eigenständiges Modell, sondern stellte unter der Bezeichnung Ford Galaxie 500 LTD eine Ausstattungsvariante des Galaxie 500 dar. Diese Baureihe bestand 1965 aus dem Basismodell Galaxie 500, dem Galaxie 500 XL und dem Galaxie 500 LTD. Während der 500 XL sportlich ausgerichtet war, positionierte Ford den Galaxie 500 LTD als hochwertig ausgestattete, komfortbetonte Variante. Sie war im ersten Jahr als viertürige Hardtop-Limousine und als zweitüriges Hardtop-Coupé erhältlich. 1966 entfiel das Hardtop-Coupé und wurde durch ein Fließheck-Coupé ersetzt.
Der Galaxie 500 LTD konkurrierte hinsichtlich Größe und Ausstattung in erster Linie mit dem Chevrolet Caprice und dem Dodge Monaco. Die Preise des Galaxie 500 LTD lagen im Einführungsjahr bei etwa 3500 US-$; damit war er etwa 200 US-$ teurer als der Dodge. 1965 und 1966 entstanden insgesamt 206.825 Galaxie 500 LTD.

### 1969–1972
Ab 1967 war der LTD nicht mehr der Galaxie-500-Reihe zugeordnet, sondern war ein eigenständiges Modell oberhalb des Galaxie 500. Zur Full-Size-Reihe gehörte außerdem der Ford Custom, der die Rolle des preiswerten Einsteigermodells übernahm.
Der Ford LTD hat einen neu konstruierten separaten Rahmen mit aufgesetzter Karosserie. Im Vergleich zu Fords vorangegangener Full-Size-Generation ist der Radstand der ab 1969 gebauten Autos um 55 mm (2 Zoll) länger. Die Vorderräder sind einzeln aufgehängt, hinten ist es eine Starrachse. An allen vier Rädern sind Schraubenfedern eingebaut. Im Gegensatz zum preiswerteren Ford Custom, der bis 1972 serienmäßig mit einem Reihensechszylindermotor (Big Six) ausgeliefert wurde, waren die LTD dieser Generation ausschließlich mit Achtzylinder-V-Ottomotoren erhältlich. Die Hubraumspanne reichte von 4,9 bis 7,0 Liter. Die Leistungsdaten variieren stark. Das liegt an unterschiedlichen Messmethoden: Ab 1972 wurde die Motorleistung in Netto- und nicht mehr in Bruttowerten angegeben, woraus nominell – allerdings nicht tatsächlich – niedrigere Leistungswerte resultierten. So gab Ford die Leistung der Basismotorisierung – ein 5752 cm³ großer Achtzylinder-V-Motor – 1972 mit 153 SAE-PS (netto) an, während im Jahr zuvor der gleiche Motor mit einer Leistung von 240 SAE-PS (brutto) im Programm gestanden hatte. Von 1969 bis 1972 wurden fünf verschiedene  Karosserieversionen angeboten: zweitürige Hardtop Coupés und viertürige Hardtop Sedans ohne B-Säule, viertürige Pillared Hardtop Sedans mit B-Säule sowie viertürige Kombis mit Heckklappe, die als LTD Country Squire bezeichnet wurden. 1971 und 1972 gab es außerdem ein LTD Convertible, das bis 1970 ausschließlich in der Baureihe Ford XL angeboten worden war: Nachdem Ford die XL-Reihe Ende 1970 eingestellt hatte, wurden die Cabriolets für die folgenden beiden Modelljahre in die LTD-Palette integriert.
Anfänglich war der LTD nur als Einheitsserie erhältlich; Abstufungen fanden über die preiswerteren Schwestermodelle Custom und Galaxie statt. Ab 1970 gab es oberhalb des Basis-LTD den Ford LTD Brougham, der besser ausgestattet und etwa 120 US-$ teurer als der Basis-LTD war. Der LTD Brougham war die teuerste Variante der LTD-Reihe und (abgesehen vom Thunderbird) zugleich der teuerste PKW der Marke Ford.
Die Produktion dieser LTD-Generation verteilte sich auf fünf verschiedene Standorte in den USA sowie auf einen in Kanada. In vier Jahren entstanden, alle Karosserieversionen zusammengenommen, fast 1.750.000 LTDs.

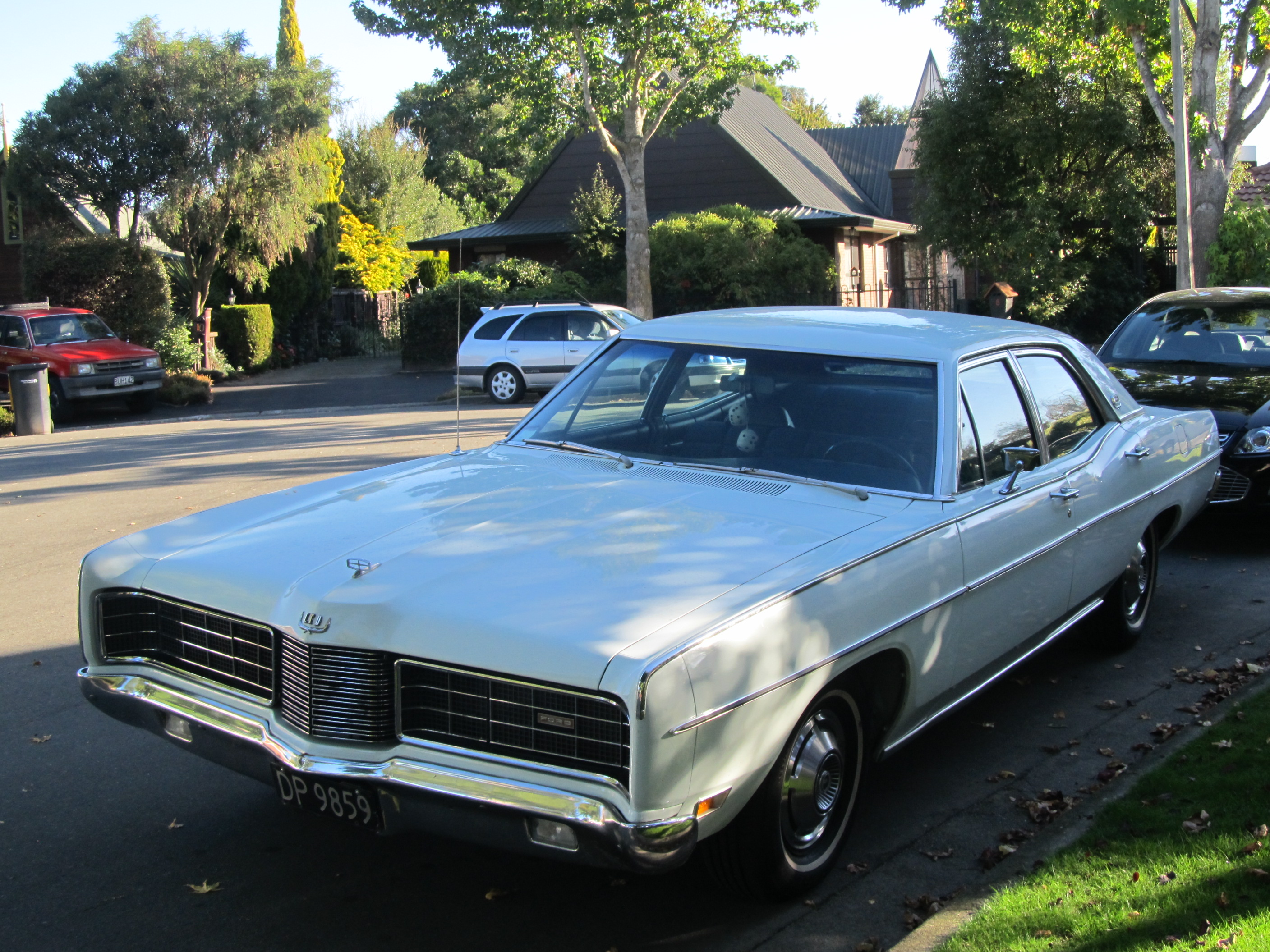
LTD Pillared Hardtop Sedan (1970)
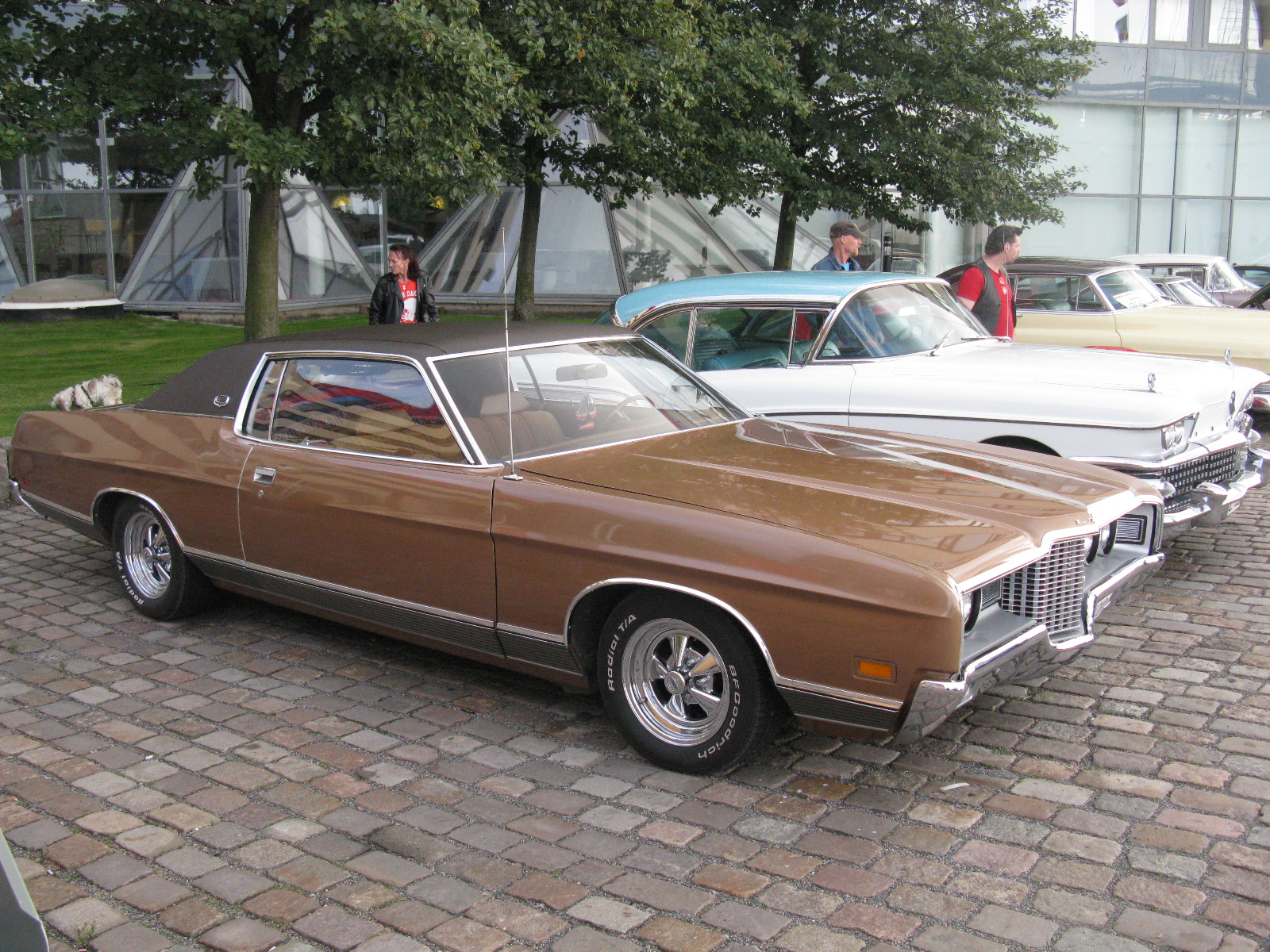
LTD Hardtop Coupé (1971)
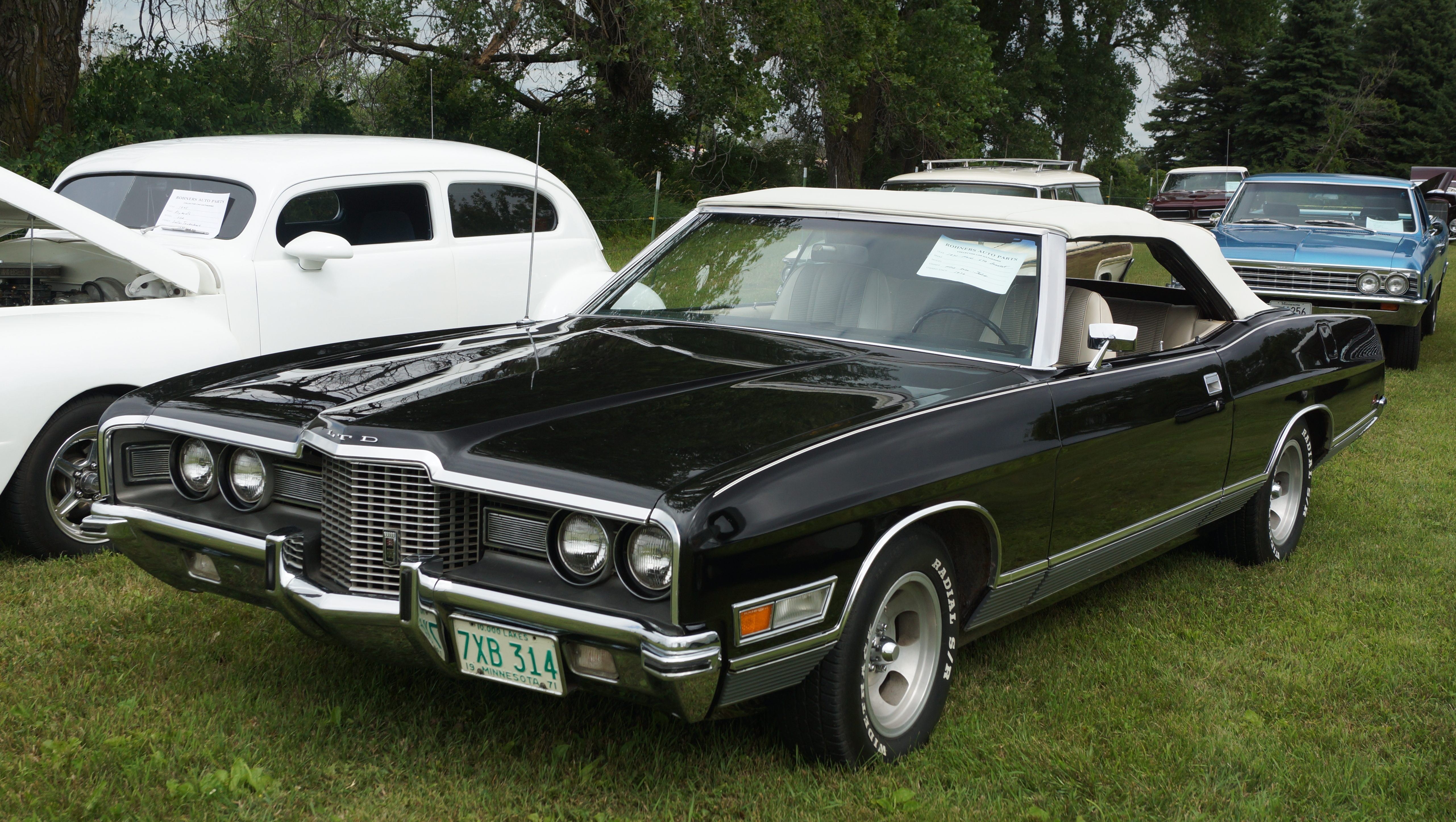
LTD Convertible (1971)
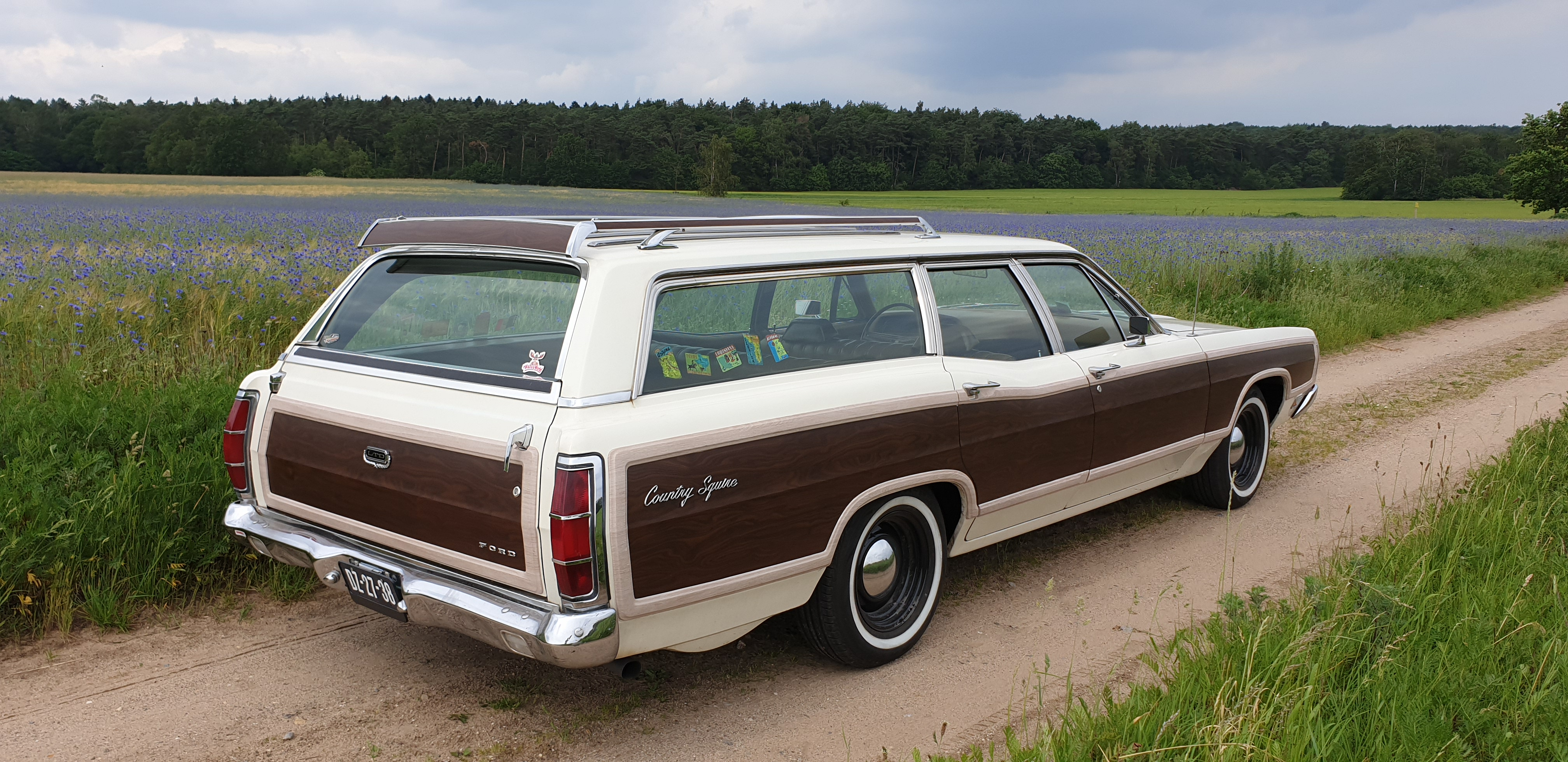
LTD Country Squire

### 1973–1978
Zum Modelljahr 1973 brachte Ford eine äußerlich stark überarbeitete Ausgabe des LTD heraus. Fahrwerk und Rahmen wurden von der 1969 eingeführten Vorgängerreihe übernommen; es gab aber für die gesamte Full-Size-Reihe einen neu gestalteten Karosseriekörper, der mit leichten Abwandlungen bis 1978 beibehalten wurde. Der Aufbau ist länger, breiter und schwerer als die bis 1972 gebaute Form. Alle Ausführungen haben eine breite Kühlermaske und doppelte Rundscheinwerfer, die bei den höherwertigen Ausstattungsvarianten hinter Abdeckungen verborgen sind. Die Neugestaltung der Karosserie fiel zeitlich mit der Einführung breiterer Stoßfänger, die bei einem Aufprall mit einer Geschwindigkeit von bis zu fünf Meilen pro Stunde (etwa 8 km/h) Karosserieschäden verhindern sollten. Im gesamten Produktionszeitraum gab es einen viertürigen Pillared Hardtop Sedan mit B-Säule, 1973 und 1974 außerdem einen Hardtop Sedan ohne B-Säule. Das Coupé hatte in den Modelljahren 1973 und 1974 keine B-Säule; 1975 wurde diese Version durch ein zweitüriges Pillared Hardtop Coupé mit B-Säule ersetzt. Daneben gab es weiterhin Kombis mit zwei und drei Sitzreihen. Ein Cabriolet stand in dieser Generation nicht mehr im Programm. Für den LTD waren Achtzylinder-V-Motoren mit 5,8, 6,6 und 7,5 Liter Hubraum erhältlich, deren Leistungsspanne von 153 bis 220 SAE-PS (netto) reichte. Die Antriebstechnik war in den 1970er-Jahren tiefgreifenden regulatorischen Maßnahmen der US-amerikanischen Behörden ausgesetzt, die sowohl Reaktionen auf steigende Rohstoffpreise infolge der Ersten Ölkrise 1973 waren als auch veränderte Vorstellungen zum Umweltschutz aufnahmen. Dazu gehörten gesetzliche Bestimmungen zur Begrenzung des Flottenverbrauchs, die in der Praxis zu einer Senkung der Motorleistung führten.
Mit Ablauf des Modelljahrs 1974 stellte Ford den Galaxie ein, und der Verkauf des Custom wurde auf Flottenkunden beschränkt. Damit war der LTD ab 1975 der einzige für Privatkunden erhältliche Full-Size-Ford. Innerhalb der LTD-Reihe gab es nun ein Basismodell (LTD ohne Namenszusatz), eine als LTD Brougham bezeichnete mittlere Reihe und die Spitzenversion LTD Landau, die sich durch verdeckte Scheinwerfer auszeichnete und auf Wunsch mit abgedeckten Hinterrädern erhältlich war.
Im letzten Modelljahr gehörte der LTD zu den größten Serien-PKW aus US-amerikanischer Herstellung; länger waren nur der LTD-Zwilling Mercury Marquis, der zeitgenössische Lincoln Continental und die Full-Size-Modelle des Chrysler-Konzerns (Newport und New Yorker).

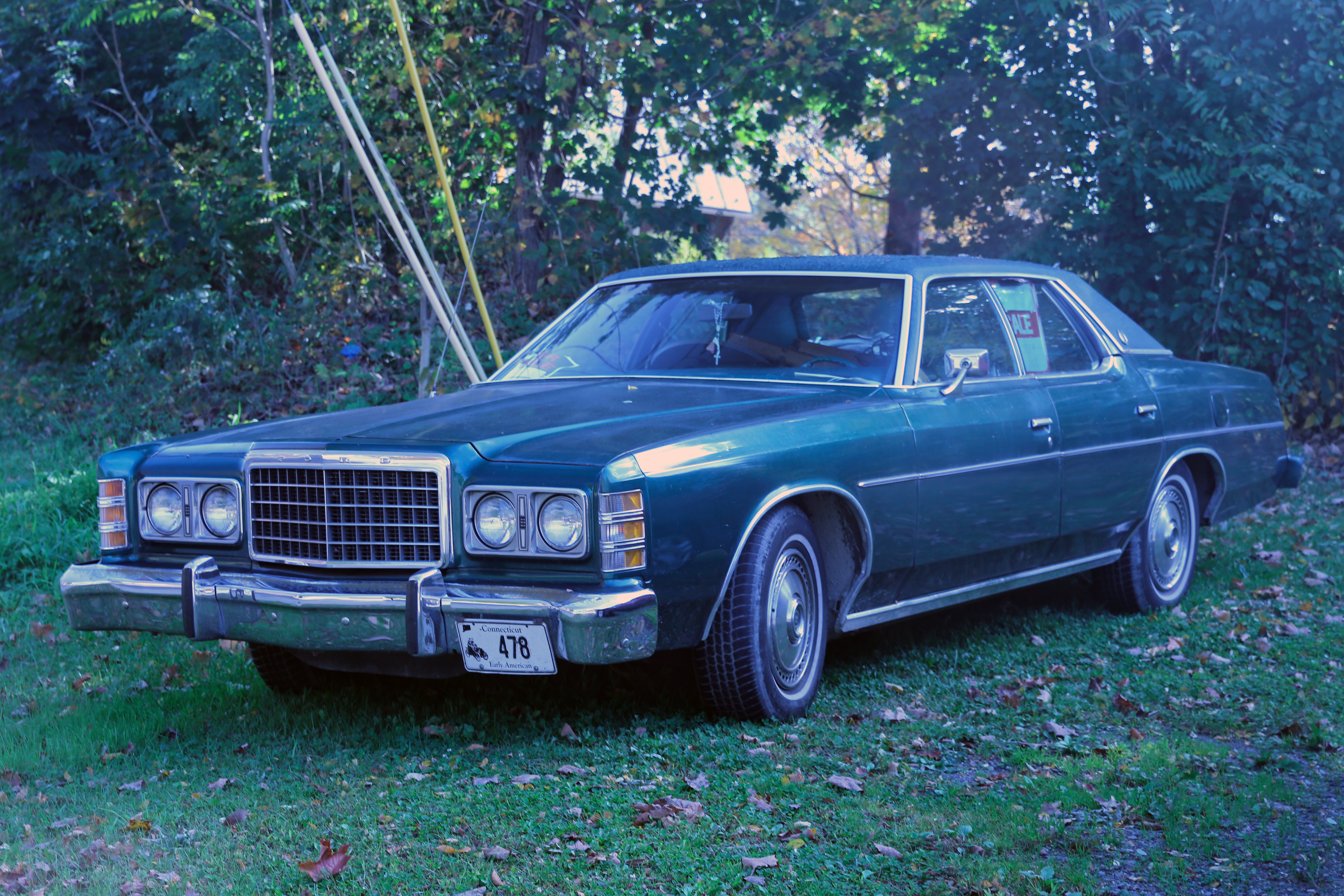
Ford LTD Pillared Hardtop Sedan (1977)
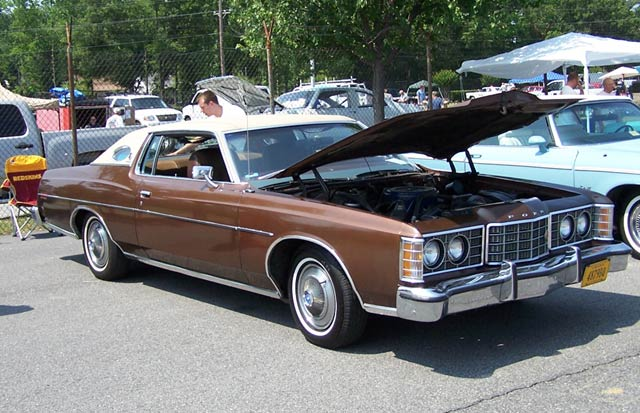
Ford LTD Hardtop Coupé (1973)
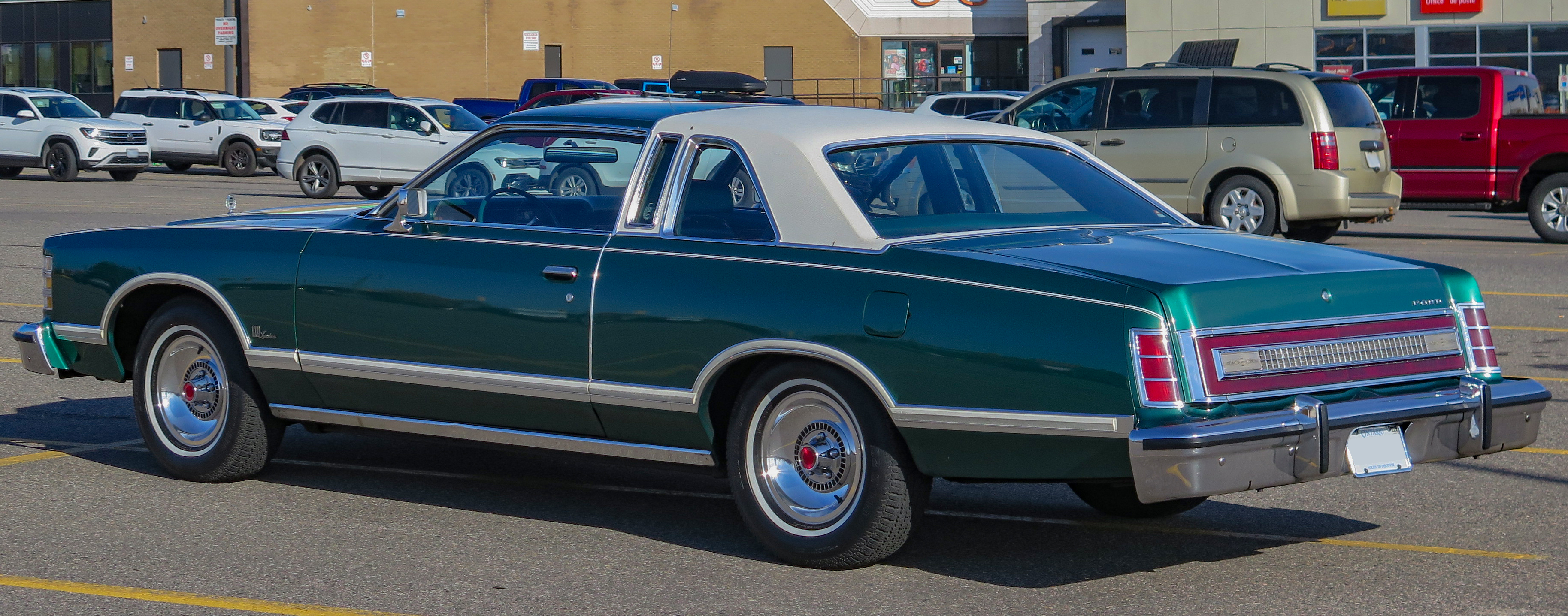
Ford LTD Landau Pillared Hardtop Coupé (1977)
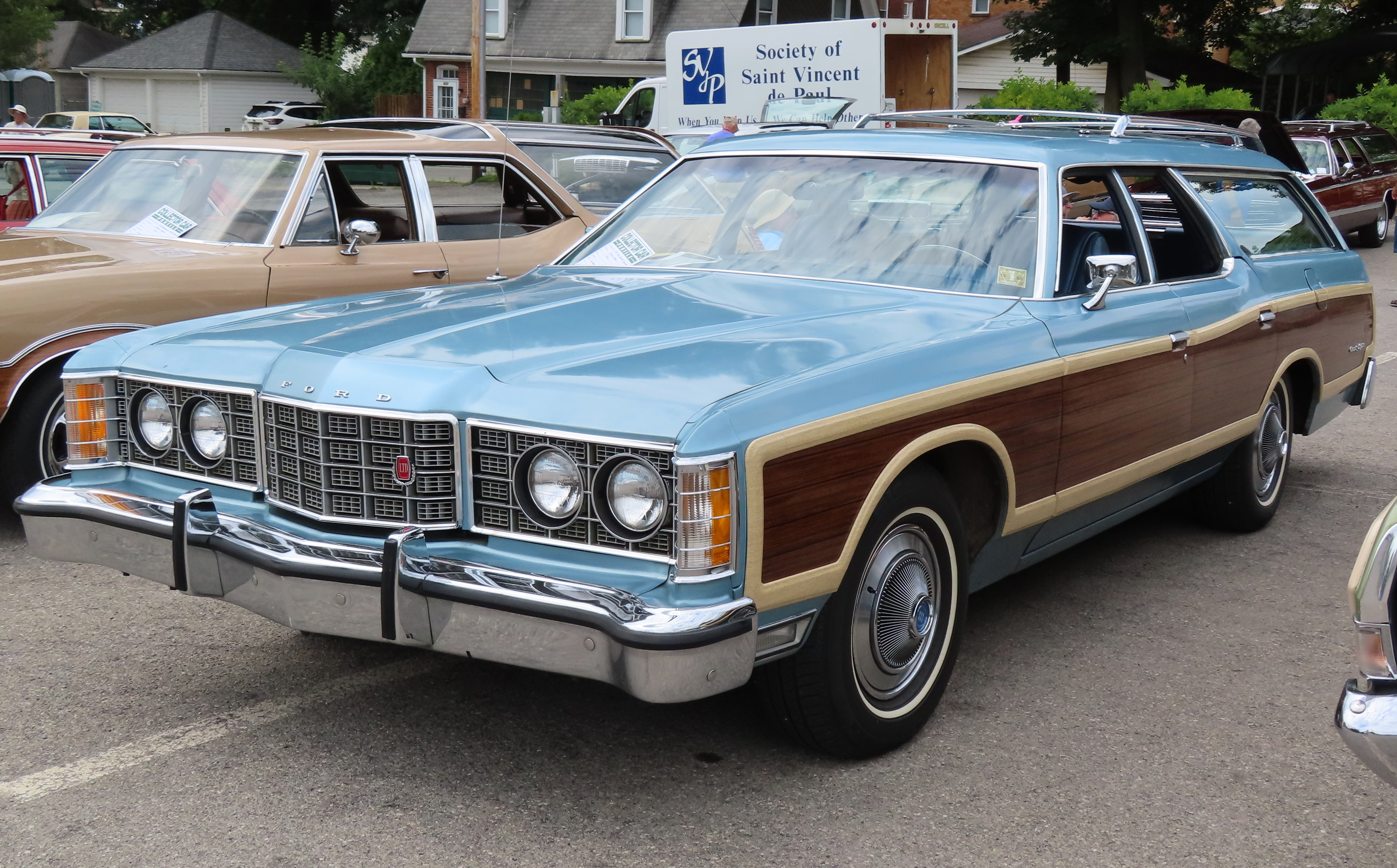
Ford LTD Country Squire (1973)

### 1979–1982
Zum Modelljahr 1979 brachte Ford einen neu konstruierten, kleineren und leichteren LTD heraus. Die vierte LTD-Generation basiert auf Fords neu konstruierter Panther-Plattform, mit der Ford den in den späten 1970er-Jahren verbreiteten Downsizing-Prozess erstmals im Full-Size-Segment umsetzte. Ford folgte damit dem Konkurrenten General Motors, der bereits 1977 größenreduzierte Full-Size-Modelle (z. B. Chevrolet Caprice und Impala) herausgebracht hatte. In den Stufenheckversionen war neue LTD 383 mm kürzer als sein unmittelbarer Vorgänger; der Radstand war 163 mm kürzer. Je nach Motorisierung sank das Leergewicht im Vergleich zum 1978er Ford LTD um über 300 kg. Die Ford LTD wurden ausnahmslos von Achtzylinder-V-Motoren angetrieben. Im Programm standen drei verschiedene Varianten von Fords Windsor-Reihe mit 4,2, 5,0 und 5,8 Liter Hubraum; das Leistungsangebot reichte von 122 bis 147 PS. Als Karosserieversionen gab es eine viertürige Stufenhecklimousine (Pillared Hardtop Sedan), ein zweitüriges Stufenheckcoupé (Pillared Hardtop Coupé) sowie einen fünftürigen Kombi (Country Squire). In vier Jahren produzierte Ford insgesamt etwa 750.000 LTD. Im ersten Modelljahr übertraf die Produktion mit mehr als 350.000 Autos den Ausstoß letztjährigen großen LTD deutlich. Im Modelljahr 1980 brach die Fertigung dann aber um mehr als 50 Prozent ein. Wesentliche Ursache hierfür war die Zweite Ölpreiskrise 1979, die eine unmittelbare Folge der Islamischen Revolution im Iran war und wie schon 1973 zu einem starken Anstieg der Treibstoffpreise führte. Das hatte Auswirkungen auf die US-amerikanische Wirtschaft insgesamt und auf den Absatz aller großen US-amerikanischen Autos im Besonderen. 1981 und 1982 blieb die Produktion auf anhaltend niedrigem Niveau. Insgesamt blieb der Ausstoß weit hinter den Konkurrenzmodellen von General Motors zurück.
Zum Modelljahr 1983 kam es zu einer Verschiebung von Modellbezeichnungen: Der Begriff LTD auf ein neu entwickeltes Intermediate-Modell übertragen. Der bisherige LTD wurde daneben unverändert weiterproduziert, hieß künftig allerdings LTD Crown Victoria.

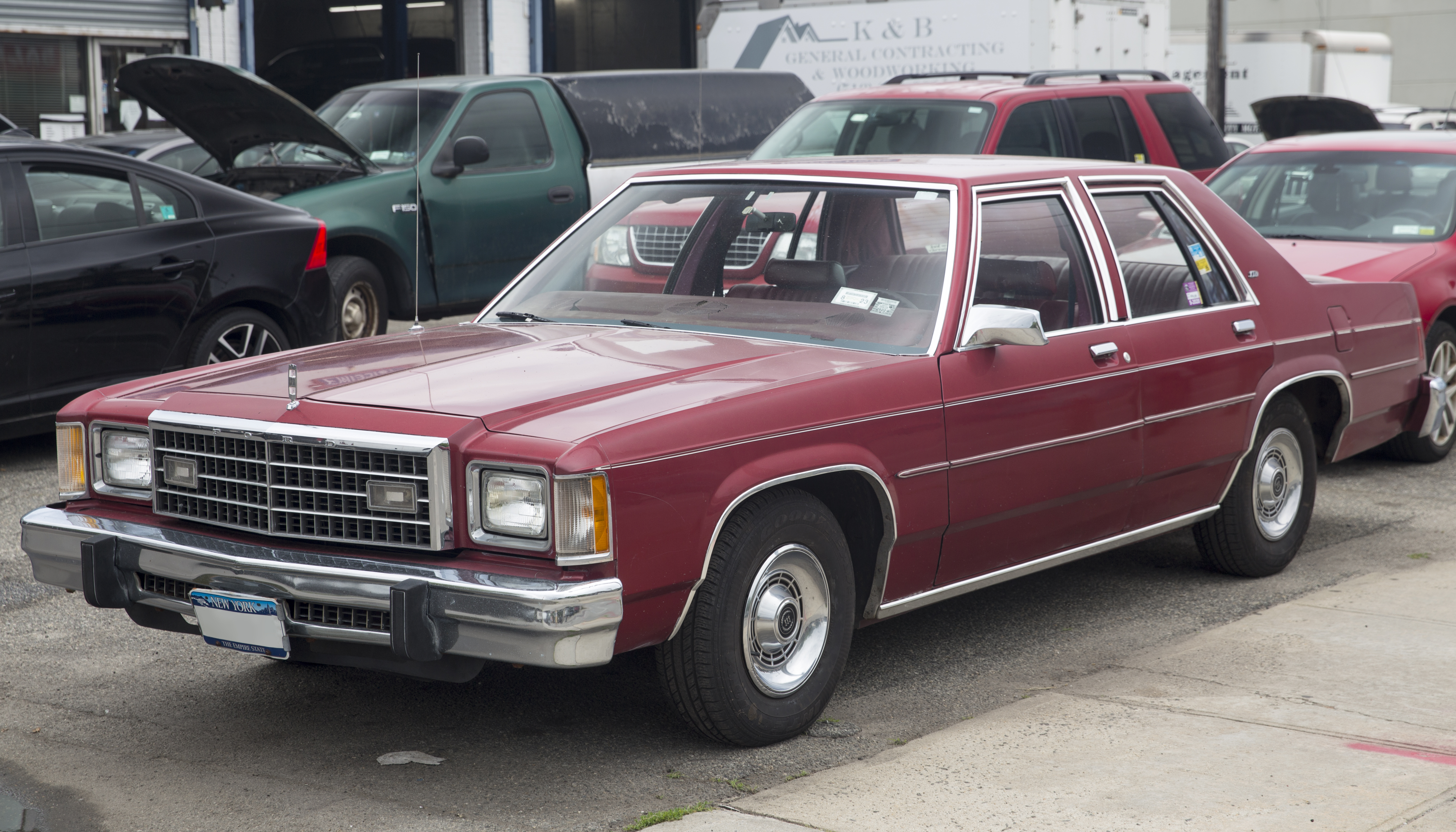
Basis-LTD mit einfachen Scheinwerfern
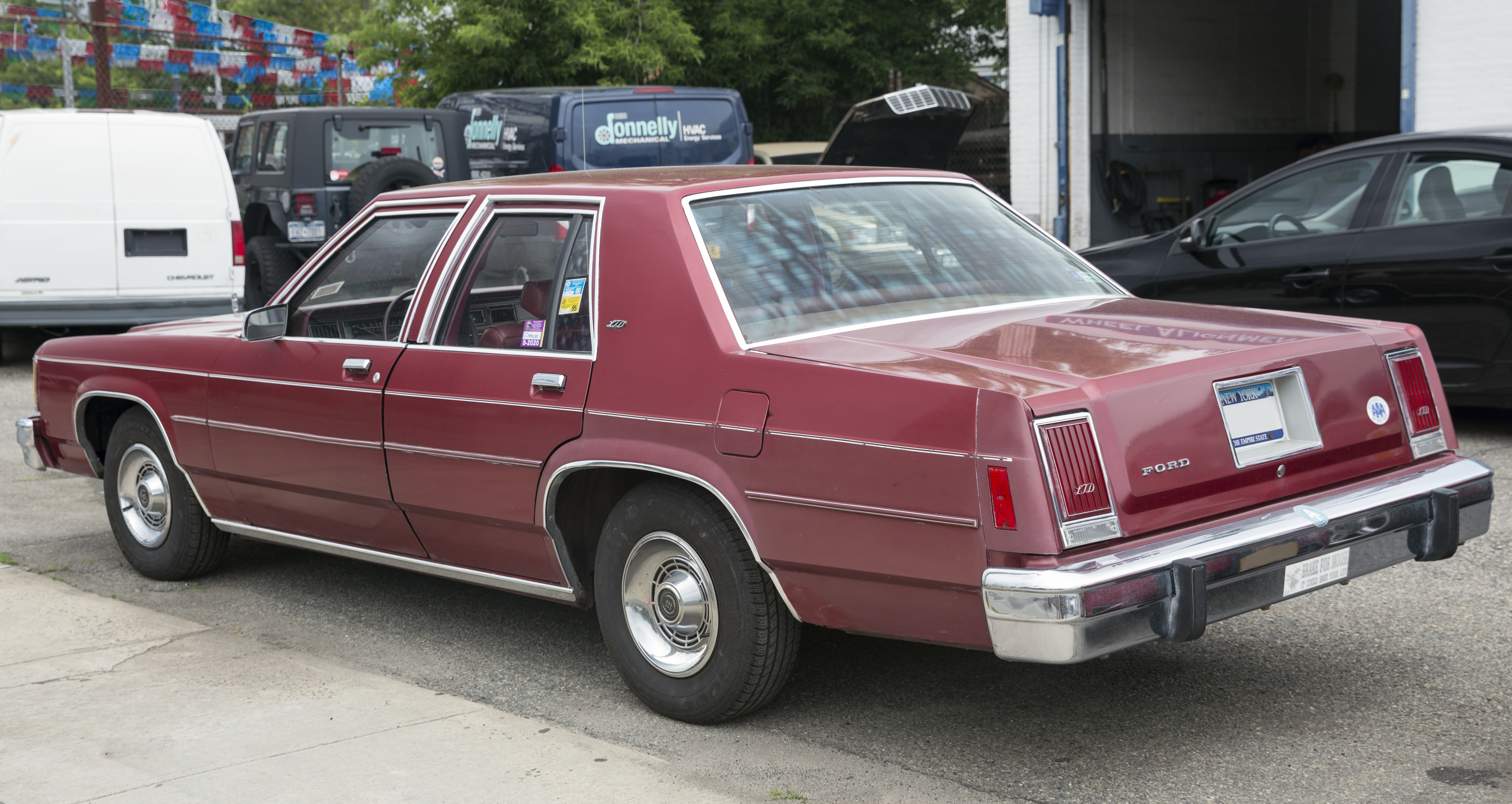
Heckpartie (1979)
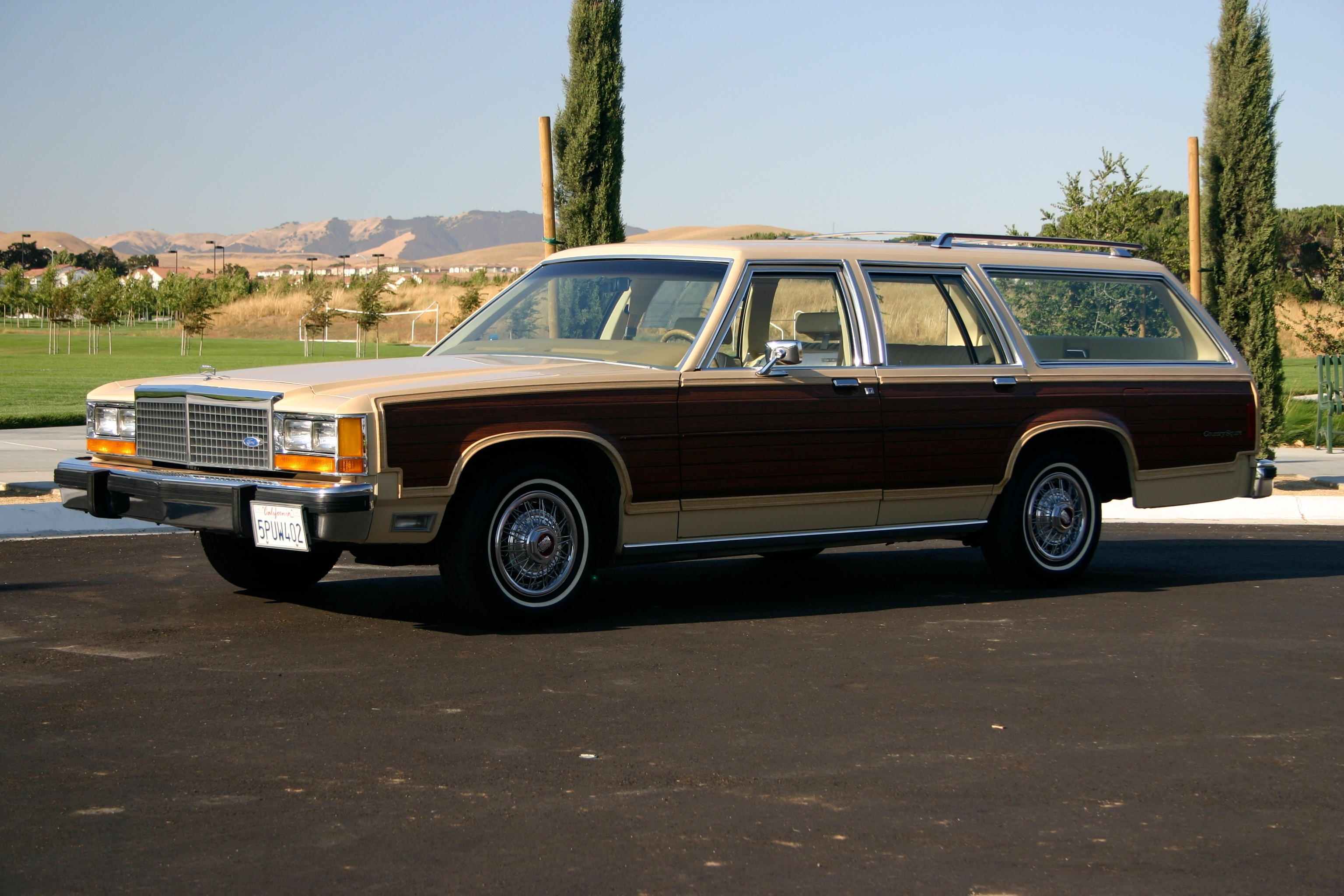
Kombiversion: Ford LTD Country Squire

### 1982–1986
Ab Herbst 1982 erhielt ein neues Mittelklassemodell mit Hinterradantrieb die Bezeichnung LTD, das vom 1977 eingeführten Ford Fairmont abgeleitet war und den US-Ford Granada ersetzte. Dieses Modell blieb bis Frühjahr 1986 im Angebot und wurde vom Ford Taurus abgelöst. Diesen LTD gab es als viertürige Limousine und als fünftürigen Kombi, angetrieben von einem 2,3-Liter-Vierzylinder, einem 3,3- oder 3,8-Liter-V6 oder, nur im Modelljahr 1985, einem Fünfliter-V8 im LTD LX aus dem Ford Mustang.

### 1986–1991
Nach Markteinführung des Taurus wurde der „kleine“ LTD eingestellt und die Modellbezeichnung LTD nur noch am kaum veränderten großen Ford LTD Crown Victoria weitergeführt, der 1991 durch den nur mehr Crown Victoria genannten Nachfolger abgelöst wurde.

### Polizeiversionen
Wie den Chevrolet Caprice und die großen Dodge- und Plymouth-Modelle gab es den Ford LTD während seiner Produktionszeit in den USA auch mit einem „Heavy Duty Police“-Paket, das neben einem verstärkten Fahrwerk auch zahlreiche, dem Einsatzzweck angepasste Ausstattungsmerkmale und häufig auch einen stärkeren Motor umfasste; der Wagen ist so ausgerüstet in zahlreichen zeitgenössischen Filmen zu sehen.

## Der brasilianische LTD

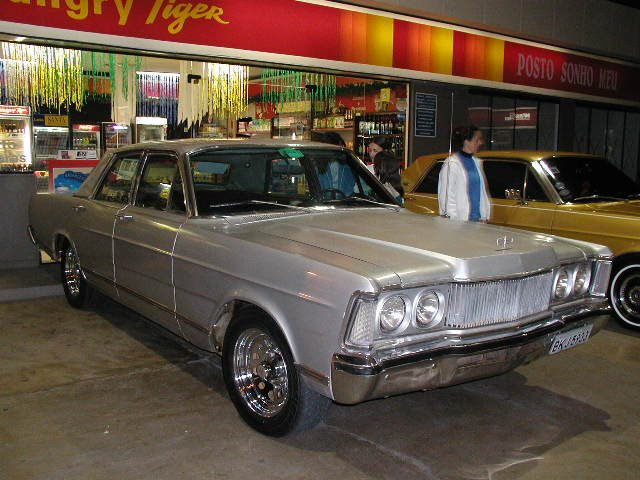
Ford Landau, 1976–1983

Ford Brasilien führte im Februar 1967 den Galaxie 500 mit 4,5-Liter-V8 ein, der auf dem US-Galaxie des Modelljahres 1966 basierte, und ließ diesem Ende 1968 einen reichhaltiger ausgestatteten LTD folgen. Dieser wurde von einem 4,8 Liter großen, 142 kW (193 PS) starken V8-Motor angetrieben, der aus dem brasilianischen Ford-Lkw-Programm stammte.
1970 erschien zudem ein über dem LTD platziertes Spitzenmodell namens LTD Landau (später einfach nur Ford Landau genannt). 1976 erfolgte ein Facelift, das allen drei Modellen waagerecht neben- statt wie bisher senkrecht übereinander angeordnete Doppelscheinwerfer bescherte. Zugleich erhielt der Landau den aus Kanada zugelieferten Ford 302-Motor mit 4,9 Litern Hubraum, der 149 kW (202 PS) leistete. Die Wagen besaßen vordere Scheibenbremsen (ab 1976), ein manuelles Dreiganggetriebe oder eine Dreigangautomatik, erreichten eine Spitzengeschwindigkeit von rund 160 km/h, beschleunigten in 13 bis 15 Sekunden auf 100 km/h und verbrauchten 19 bis 29 Liter Kraftstoff auf 100 Kilometer.
Bis zur Einstellung der Produktion im April 1983 wurden von Galaxie 500, LTD und Landau insgesamt 77.850 Stück hergestellt.

## Der australische LTD

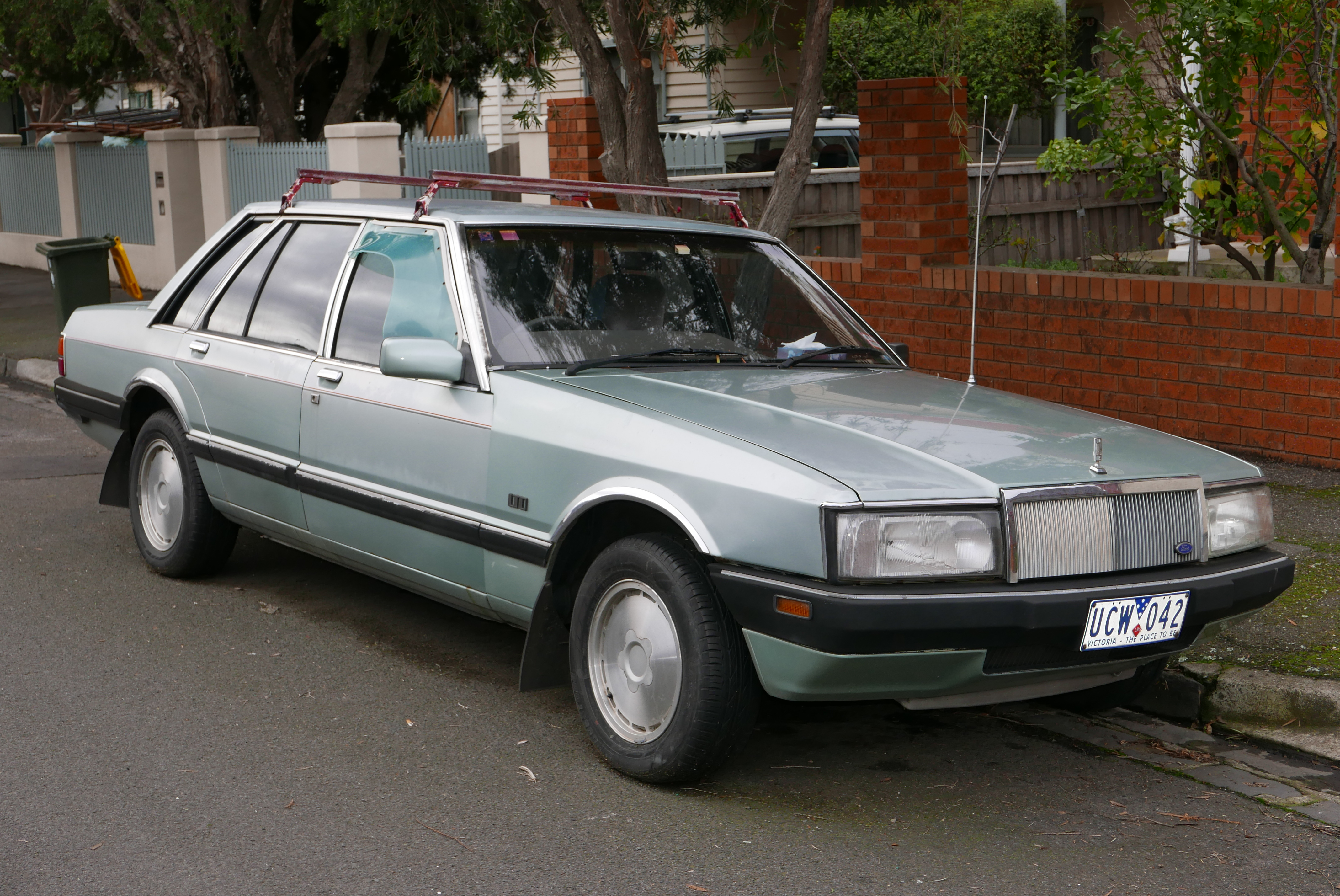
Ford LTD FE (Australien) 1987

Von den bisher beschriebenen Modellen zu unterscheiden ist der australische Ford LTD, der von 1973 bis 2007 hergestellt wurde. Bei diesem handelt es sich um eine Luxusvariante des in der gleichen Zeit produzierten australischen Ford Fairlane.